# 쓰가루 노부아키

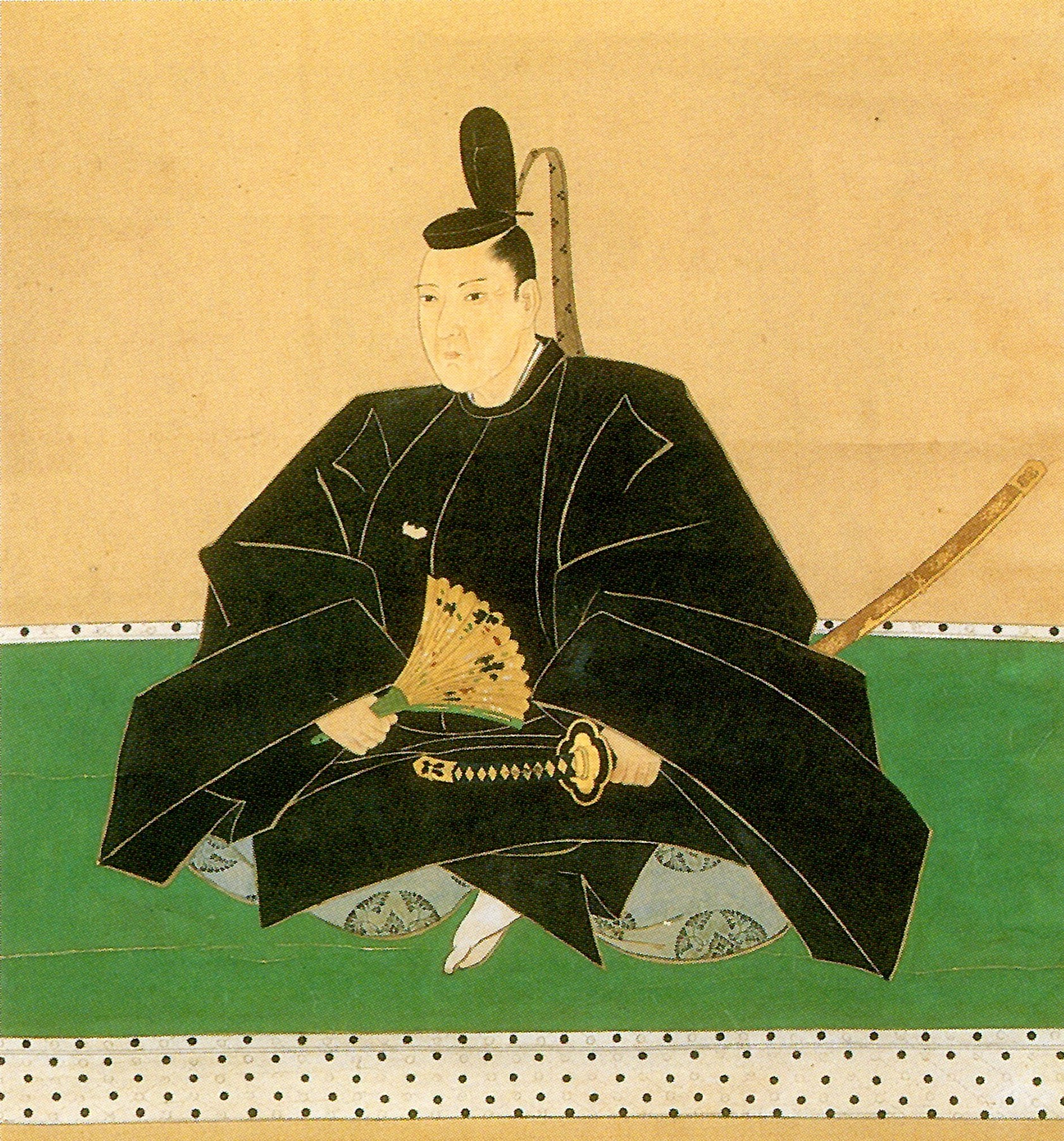
쓰가루 노부아키

쓰가루 노부아키(일본어: 津軽信著, 1719년 4월 16일 ~ 1744년 7월 5일)는 히로사키번의 6대 번주이다. 어릴적 이름은 가쓰치요(勝千代)이다. 관위는 종5위하, 데와노카미(出羽守)이다.
교호(享保) 4년(1719년) 음력 2월 27일, 5대 번주 쓰가루 노부히사의 장남인 쓰가루 노부오키의 맏아들로 태어났다. 아버지 노부오키가 사망하였기 때문에 1731년 음력 5월 16일, 노부히사가 은거하자 그 뒤를 이어 번주 자리에 올랐다. 하지만 그가 재임할 때 해일, 홍수, 대지진 등의 자연재해가 연이어지고 흉작이 계속되면서 어려움을 겪었고, 번의 재정상태가 악화되었기 때문에 절약과 쌀 대여 제도 등을 중심으로 한 번정 개혁을 단행했다. 노부아키는 부호들로부터 돈을 징수하여 농민들을 구휼하고 소송함을 설치하여 의견을 널리 수용하였다. 또 난학을 중심으로 한 문무 학문을 장려하는 등 다양한 개혁 정책을 폈다. 그러나 1744년 음력 5월 11일, 히로사키에 큰 화재가 발생하고, 25일에는 노부아키마저 26세의 젊은 나이로 병사하면서 개혁은 좌절되었다. 장남인 노부야스(信寧)가 그 뒤를 이었다.
| 전임 쓰가루 노부히사 | 제6대 히로사키번 번주 1731년 ~ 1744년 | 후임 쓰가루 노부야스 |